# Mesembryanthemum haeckelianum
Mesembryanthemum haeckelianum är en isörtsväxtart som beskrevs av Ernst Friedrich Berger. Mesembryanthemum haeckelianum ingår i Isörtssläktet som ingår i familjen isörtsväxter. Inga underarter finns listade i Catalogue of Life.